# My Little Lover
My Little Lover是由主唱akko、鍵盤手小林武史以及吉他手藤井謙二所組成的日本樂團。
樂團原名是全英文字母大寫的MY LITTLE LOVER，一開始是樂團成員只有akko和藤井謙二兩人。之所以取「MY LITTLE LOVER」的名稱據說是音樂製作人小林武史對熱戀中的女友akko的愛稱。後來小林加入樂團，使樂團成為人們熟知的三人模式。1996年，小林和akko結婚。2002年藤井脫團單飛；2006年，小林也離開了樂團，但繼續擔任製作人，樂團變成事實上只有akko一人的單人樂團，akko也將樂團改名為My Little Lover；2008年小林和akko離婚，兩名女兒由akko照顧，2014年4月akko和圈外男士再婚。
1995年以單曲《Man & Woman/My Painting》出道，至今發行了23張單曲，8張專輯，創造了多張高銷量的唱片，他們的成功在當時掀起了一股日本流行樂界的旋風，許多兩男一女的音樂組合如雨後春筍的冒出。代表作有《Hello, Again ～在以前的某處～》、《ALICE》、《DESTINY》等。

## 團隊成員
akko／主唱（1995年 - ）
- 1973年1月10日出生，生於東京都，長於神奈川縣伊勢原市。原名赤松亞希子，血型是AB型。

小林武史／鍵盤手（1995年 - 2006年）
- 1959年6月7日出生，生於山形縣新庄市，血型是B型，2006年離隊。其後仍為前妻akko的樂團MY LITTLE LOVER 繼續提供樂曲，擔任製作人與經紀公司的社長。

藤井謙二／吉他手（1995年 - 2002年）
- 1969年3月8日出生，生於廣島縣福山市，血型是A型，2002年單飛離隊，現為The Birthday樂團成員。

## 作品

### 單曲
|      | 發售日                  | 單曲                                                             |
| ---- | ----------------------- | ---------------------------------------------------------------- |
| 1st  | 1995年5月1日            | Man & Woman/My Painting                                          |
| 2nd  | 1995年7月3日            | 白色風箏（白いカイト）                                           |
| 3rd  | 1995年8月21日           | Hello, Again ～在以前的某處～（Hello, Again 〜昔からある場所〜） |
| 4th  | 1996年4月22日           | ALICE                                                            |
| 5th  | 1996年10月23日          | NOW AND THEN 〜失われた時を求めて〜                              |
| 6th  | 1996年10月23日          | YES ～free flower～                                              |
| 7th  | 1997年6月25日           | ANIMAL LIFE※MY LITTLE LOVER featuring akko名義〜                 |
| 8th  | 1997年8月20日           | Shuffle                                                          |
| 9th  | 1997年11月12日          | 私家偵探（Private eyes）                                         |
| 10th | 1998年1月21日           | 在天空下（空の下で）                                             |
| 11th | 1998年5月13日           | DESTINY                                                          |
| 12th | 1998年7月23日           | CRAZY LOVE/Days                                                  |
| 13th | 2001年2月28日           | shooting star 〜シューティングスター                             |
| 14th | 2001年4月18日           | 日傘〜japanese beauty〜                                          |
| 15th | 2002年9月4日            | 倖存（Survival）                                                 |
| 16th | 2004年4月28日           | 風與天空的繡織地毯（風と空のキリム）                             |
| 17th | 2006年11月8日           | 緞帶（り・ぼん）                                                 |
| 18th | 2007年3月7日            | 滿溢(滿滿的)（あふれる）                                         |
| 19th | 2007年8月22日           | 妙不可言的成就（dreamy success）                                 |
| 20th | 2008年3月12日           | 迷宮（ラビリンス）                                               |
| 21st | 2008年4月9日            | 最初的（イニシャル）                                             |
| 22nd | 2009年2月4日            | 無聲的世界/時間的鐘（音のない世界/時のベル）                     |
| 23rd | 2009年8月5日            | 藍天（blue sky）                                                 |
| 24th | 2011年10月12日          | ひこうき雲                                                       |
| 25th | 2015年10月28日※限定配信 | ターミナル                                                       |

### 專輯
|          | 發售日         | 專輯                            |
| -------- | -------------- | ------------------------------- |
| 1st      | 1995年12月5日  | evergreen                       |
| 2nd      | 1998年3月4日   | PRESENTS                        |
| 3rd      | 1998年9月2日   | NEW ADVENTURE                   |
| 4th      | 1998年12月9日  | The Waters                      |
| 5th      | 2001年5月16日  | Topics                          |
| 6th      | 2001年12月12日 | singles                         |
| 7th      | 2002年12月11日 | organic                         |
| 8th      | 2004年1月21日  | FANTASY                         |
| 9th      | 2004年4月28日  | Self Collection 〜15 Currents〜 |
| 10th     | 2006年12月6日  | akko                            |
| 11th     | 2008年5月1日   | アイデンティティー              |
| 配信限定 | 2008年10月15日 | acoakko                         |
| 12th     | 2009年11月18日 | そらのしるし                    |
| 13th     | 2010年5月5日   | Best Collection                 |
| 14th     | 2015年11月25日 | re:evergreen                    |

## 外部連結
- My Little Lover「Web Wonderland」（页面存档备份，存于）：官方網站
- Akko的官方網站（页面存档备份，存于）